# Obraje de Ixtla
Obraje de Ixtla es una localidad del estado mexicano de Guanajuato. Es parte del municipio de Apaseo el Grande.

## Toponimia
El nombre «Ixtla» proviene de los términos en náhuatl: ixtli, superficie; tla, colectivo. Su significado es «llanura» o «lugar plano».

## Demografía
| Gráfica de evolución demográfica |
|                                  |

| Censo | Población |
| ----- | --------- |
| 1900  | 322       |
| 1910  | 304       |
| 1921  | 200       |
| 1930  | 238       |
| 1940  | 150       |
| 1950  | 234       |
| 1960  | 247       |
| 1970  | 370       |
| 1980  | 499       |
| 1990  | 771       |
| 2000  | 852       |
| 2010  | 914       |
| 2020  | 1 062     |